# Wilfred Arthur
Wilfred Stanley Arthur, também conhecido como Wilf Arthur (7 de dezembro de 1919 - 23 de dezembro de 2000), foi um aviador militar australiano que se tornou ás da aviação durante a Segunda Guerra Mundial. Oficialmente, são creditadas a ele dez vitórias aéreas. Combateu na Campanha Norte-Africana e no teatro do Pacífico.